# Фридрих X фон Шьонбург-Хасенщайн
Фридрих X фон Шьонбург-Хасенщайн (на немски: Friedrich X (Fritz X) von Schönburg-Hassenstein; † 1418/ сл. 1422) e благородник от род Шьонбург-Хасенщайн-Глаухау в планината Ерцгебирге (Krušné hory) в Бохемия в Чехия.

## Произход и наследство
Той е син на Бернхард I фон Шьонбург-Хасенщайн († сл. 1380) и Агнес фон Кверфурт. Внук е на Фридрих (Фриц) IV фон Шьонбург-Кримитцшау-Щолберг († сл. 1347/1363) и Агнес фон Китлитц († 1369). Правнук е на Херман IV фон Шьонбург († 1301) и София фон Лобдебург, дъщеря на Ото IV фон Лобдебург-Арншаугк († 1289) и фон Шварцбург-Бланкенбург. Брат е на Венцел I фон Шьонбург-Хасенщайн († сл. 1422), Херман VIII фон Шьонбург († сл. 1438) и Бернхард II фон Шьонбург († сл. 1394).
Карл IV дава на Шьонбургите през 1351 г. господството Хасенщайн и други градове в Бохемия.

## Фамилия
Фридрих X фон Шьонбург-Хасенщайн се жени за Елизабет Ройс фон Плауен († сл. 1413), дъщеря на Хайнрих VII фон Плауен († 1380) и фон Вайда († сл. 1363), дъщеря на фогт Хайнрих X фон Вайда 'Млади'/XI († 1363) и Катарина фон Шьонбург († 1362), сестра на чичо му Херман VI фон Шьонбург-Кримитцшау († 1382). Те имат трима сина:
- Вилхелм III
- Зигмунд III († 1449)
- Фридрих XI († 1450)